# جایزه بزرگ ایتالیا ۱۹۹۰
جایزه بزرگ ایتالیا ۱۹۹۰ (انگلیسی: ‎1990 Italian Grand Prix‎)، که به‌طور رسمی با نام جایزه بزرگ کوکا-کولا ‎۶۱°‎ ایتالیا شناخته می‌شود، یک مسابقهٔ موتوری در رشتهٔ اتومبیل‌رانی فرمول یک بود که در تاریخ ۹ سپتامبر ۱۹۹۰ در پیست ناتزیوناله مونتزا واقع در مونتزا، لمباردی، ایتالیا برگزار شد. این گراند پری در میان ۱۶ گراند پری در فصل ۱۹۹۰، مسابقهٔ شمارهٔ ۱۲ بود.
در این مسابقه که در ۵۳ دور و به مسافت ۳۰۷٫۴۰۰ کیلومتر (۱۹۱٫۰۱۰ مایل) برگزار شد، پول پوزیشن توسط آیرتون سنا کسب شد و سریع‌ترین زمان برای طی یک دور پیست که برابر با ۱:۲۶٫۲۵۴ بود نیز توسط آیرتون سنا به ثبت رسید.
آیرتون سنا از تیم مک‌لارن-هوندا، آلن پروست از تیم فراری و گرهارد برگر از تیم مک‌لارن-هوندا به‌ترتیب مقام‌های اول تا سوم مسابقه را کسب کردند.

## رده‌بندی قهرمانی پس از مسابقه
| جایگاه | راننده      | امتیاز |
| ------ | ----------- | ------ |
| ۱      | آیرتون سنا  | ۷۲     |
| ۲      | آلن پروست   | ۵۶     |
| ۳      | گرهارد برگر | ۳۷     |
| ۴      | تیری بوتسن  | ۲۷     |
| ۵      | نلسون پیکه  | ۲۴     |
| منبع:  |             |        |

| جایگاه | سازنده       | امتیاز |
| ------ | ------------ | ------ |
| ۱      | مک‌لارن-هوندا | ۱۰۹    |
| ۲      | فراری        | ۷۲     |
| ۳      | ویلیامز-رنو  | ۴۴     |
| ۴      | بنتون-فورد   | ۴۰     |
| ۵      | تایرل-فورد   | ۱۵     |
| منبع:  |              |        |

یادداشت
- تنها پنج جایگاه نخست از هر رده‌بندی نمایش داده شده‌است.